# Killing is My Business Tour
Killing For A Living fue un tour realizado por la banda de thrash metal Megadeth, que iba desde el 11 de enero de 1985 hasta el 31 de diciembre de 1985.

## Historia
Fue la primera gira de Megadeth para promocionar su álbum de debut Killing Is My Business... And Business Is Good! la gira con un total de 51 conciertos en todo los Estados Unidos la formación que realizó dicho tour estuvo conformada por el líder Dave Mustaine (Guitarra y Voz), David Ellefson (Bajo), Chris Poland (Guitarra) y Gar Samuelson (Batería). Aunque con el paso de las fechas en Julio, Chris Poland seria detenido por la Policia por posesion de Drogas, y seria temporalmente reemplazado por Mike Albert aun que Poland regresaria ala Banda en Octubre de ese mismo año y terminarian la Gira en Diciembre.

## Fechas
| Fecha                    | Ciudad         | País           | Lugar                          |
| Norteamérica             | Norteamérica   | Norteamérica   | Norteamérica                   |
| ------------------------ | -------------- | -------------- | ------------------------------ |
| 11 de enero de 1985      | Ohio           | Estados Unidos | State Theater                  |
| 3 de marzo de 1985       | Misuri         | Estados Unidos | -                              |
| 8 de marzo de 1985       | Seattle        | Estados Unidos | Mountaineers Club              |
| 24 de mayo de 1985       | Reseda         | Estados Unidos | Country Club                   |
| 31 de mayo de 1985       | San Francisco  | Estados Unidos | Kabuki Theater                 |
| 25 de junio de 1985      | Baltimore      | Estados Unidos | Seagull Inn                    |
| 26 de junio de 1985      | Maryland       | Estados Unidos | Hammerjacks                    |
| 27 de junio de 1985      | Nueva York     | Estados Unidos | Club Manhattan                 |
| 28 de junio de 1985      | Detroit        | Estados Unidos | Harpo's                        |
| 29 de junio de 1985      | Cleveland      | Estados Unidos | Vault Theater                  |
| 30 de junio de 1985      | Chicago        | Estados Unidos | Metro                          |
| 1 de julio de 1985       | Detroit        | Estados Unidos | Blondies                       |
| 2 de julio de 1985       | Indiana        | Estados Unidos | -                              |
| 3 de julio de 1985       | St. Louis      | Estados Unidos | The Manor                      |
| 5 de julio de 1985       | Kansas City    | Estados Unidos | -                              |
| 6 de julio de 1985       | Massachusetts  | Estados Unidos | -                              |
| 7 de julio de 1985       | Colorado       | Estados Unidos | Rainbow Music Hall             |
| 9 de julio de 1985       | Oklahoma City  | Estados Unidos | -                              |
| 10 de julio de 1985      | Dallas         | Estados Unidos | The Ritz                       |
| 11 de julio de 1985      | Austin         | Estados Unidos | Backroom                       |
| 13 de julio de 1985      | Luisiana       | Estados Unidos | -                              |
| 14 de julio de 1985      | Houston        | Estados Unidos | Cardi's                        |
| 15 de julio de 1985      | Corpus Christi | Estados Unidos | -                              |
| 16 de julio de 1985      | Laredo         | Estados Unidos | -                              |
| 17 de julio de 1985      | San Antonio    | Estados Unidos | -                              |
| 18 de julio de 1985      | Odessa         | Estados Unidos | -                              |
| 19 de julio de 1985      | El Paso        | Estados Unidos | The Big Apple                  |
| 21 de julio de 1985      | Albuquerque    | Estados Unidos | -                              |
| 22 de julio de 1985      | Phoenix        | Estados Unidos | -                              |
| 23 de julio de 1985      | Las Vegas      | Estados Unidos | -                              |
| 24 de julio de 1985      | San Francisco  | Estados Unidos | The Stone                      |
| 26 de julio de 1985      | Long Beach     | Estados Unidos | Fender's Ballroom              |
| 27 de julio de 1985      | San Francisco  | Estados Unidos | The Stone                      |
| 28 de julio de 1985      | San Diego      | Estados Unidos | Palisades Roller Rink          |
| 29 de julio de 1985      | Sacramento     | Estados Unidos | Crest Theatre                  |
| 30 de julio de 1985      | Salt Lake City | Estados Unidos | -                              |
| 31 de julio de 1985      | Montana        | Estados Unidos | -                              |
| 2 de agosto de 1985      | Portland       | Estados Unidos | Pine Street Theatre            |
| 3 de agosto de 1985      | Seattle        | Estados Unidos | Mountaineers Club              |
| 13 de agosto de 1985     | Los Ángeles    | Estados Unidos | Music Machine                  |
| 17 de agosto de 1985     | Quebec         | Canadá         | Palladium                      |
| 19 de agosto de 1985     | Reseda         | Estados Unidos | Country Club                   |
| 27 de septiembre de 1985 | Nueva York     | Estados Unidos | The Ritz                       |
| 28 de septiembre de 1985 | Brooklyn       | Estados Unidos | L'Amour                        |
| 29 de septiembre de 1985 | Trenton        | Estados Unidos | City Gardens                   |
| 24 de noviembre de 1985  | Santa Clara    | Estados Unidos | One Step Beyond                |
| 27 de noviembre de 1985  | Santa Mónica   | Estados Unidos | Santa Monica Civic Auditorium  |
| 29 de noviembre de 1985  | San Diego      | Estados Unidos | California Theatre             |
| 13 de diciembre de 1985  | Brooklyn       | Estados Unidos | L'Amour                        |
| 22 de diciembre de 1985  | Sacramento     | Estados Unidos | The Oasis                      |
| 31 de diciembre de 1985  | San Francisco  | Estados Unidos | San Francisco Civic Auditorium |

## Canciones tocadas durante la gira
De  Killing Is My Business... And Business Is Good!:
- "Last Rites/Loved to Deth"
- "Rattlehead"
- "Killing Is My Business... And Business Is Good"
- "Chosen Ones"
- "Looking Down The Cross"
- "Skull Beneath the Skin"
- "These Boots"
- "Mechanix""

De  Peace Sells... But Who's Buying?:
- "Wake Up Dead"
- "The Conjuring"
- "Bad Omen"
- "My Last Words"
- "Peace Sells"
- "Devil's Island"
- "Good Mourning/Black Friday"

## Personal
- Dave Mustaine: Guitarra, Voz
- Chris Poland: Guitarra
- David Ellefson: Bajo, Coros
- Gar Samuelson: Batería
- Mike Albert: Guitarra

## Páginas externas
- Wed Oficial

- Datos: Q28037154